# Песма за Европу — Диселдорф 2011.
Песма за Европу — Диселдорф 2011. је било такмичење којим се одлучује представник Србије на Песми Евровизије 2011. Такмичење се састојало од финалне вечери, 26. фебруара 2011. године. Резултат је одлучен гласовима публике. Такмичење је водила Маја Николић. Победу на такмичењу је однела песма Чаробан, коју је написала Кристина Ковач, а извела Нина.

## Позадина
Радио-телевизија Србије је одлучила да ће Корнелије Ковач и његове ћерке Александра Ковач и Кристина Ковач написати по једну песму за избор за Песму Евровизије 2011. и одабрати ко ће их изводити.

## Финале
Такмичење је одржано 26. фебруара 2011. Све три песме су изведене, а публика је гласањем одлучила победника. Поред такмичарских песама, изведене су песме које је породица Ковач написала у извођењу Нине Бадрић, Даде Топића, Александре Радовић, Јелене Томашевић, Каролине Гочеве, групе Пети елемент, Бориса Новковића, групе Земља грува!, Тање Бањанин, глумаца Милана Калинића, Николе Булатовић и Мина Лазаревић. Све песме су извођене уживо, уз пратњу студијског бенда и гудачког ансамбла РТС-а.
| #  | Извођач(и)       | Песма            | Гласови | Пласман |
| -- | ---------------- | ---------------- | ------- | ------- |
| 1. | Breeze           | Ринг, ринг, ринг | 4.049   | 3.      |
| 2. | Александра Ковач | Идемо даље       | 5.994   | 2.      |
| 3. | Нина             | Чаробан          | 14.900  | 1.      |

## Песма за Евровизију 2011.
- У полуфиналу Србија је достигла 8. место са 67 бодова (14. место на основу гласова публике - 42 бода и 4. место на основу гласова жирија - 102 бода).
- У финалу Србија је завршила на коначном 14. месту са 85 бодова (13. место на основу гласова публике - 89 боова и 8. место на основу гласова жирија - 111 бодова).[2]

Делегацију Србије у Немачкој чинио је тим 17 људи:
- Вокал: Даница-Нина Радојичић
- Пратећи вокали: Сања Богосављевић, Тијана Богићевић и Сашка Јанковић
- Композитор: Кристина Ковач
- Кореограф: Милош Пауновић
- Извршни директор пројекта „Евросонг 2011“: Душка Вучинић Лучић
- Шеф делегације Србије: Драгољуб Илић
- Помоћник шефа делегације: Јелена Влаховић
- Извршни продуцент: Биљана Царевић
- Уметнички директор: Борис Миљковић
- Режија:  Дарко Камарит
- Директор фотографије: Периша Ђинђић
- Организатор: Наташа Пановски Ћирић
- Асистент костимографа: Марина Шкундрић Пурић
- Шминкер: Нена Илић
- Фризер: Софија Јанковић